# Брессан, Мауро
Ма́уро Бресса́н (итал. Mauro Bressan; род. 5 января 1971, Вальдоббьадене, Венеция) — итальянский футболист, полузащитник, также работавший спортивным директором венгерского клуба «Вашаш».

## Биография
Пик карьеры итальянца пришёлся на годы выступления за «Фиорентину» в период с 1999 по 2001 годы. Слава пришла к 28-летнему Брессану после гола в Лиге чемпионов, который он забил «Барселоне» на 14-й минуте домашнего матча 2 ноября 1999 года ударом с 25 метров ножницами через себя почти в самую девятку ворот Франсеска Арнау. Британская телекомпания ITV поставила этот гол на второе место в списке 50 лучших голов Лиги чемпионов за период 1992—2007 годов (первое место занял гол Зинедина Зидана в ворота леверкузенского «Байера» в финале 2002 года). Другой британский канал Sky1 поставил гол Брессана на восьмое место в своём аналогичном списке.
1 июня 2011 года был арестован по подозрению в организации договорных матчей и незаконными ставками в Италии. Был лишён права заниматься любой деятельностью, связанной с футболом, на 3,5 года.